# 15523 Grenville
15523 Grenville este un asteroid din centura principală de asteroizi.

## Descriere
15523 Grenville este un asteroid din centura principală de asteroizi. A fost descoperit pe 9 decembrie 1999 la Stația Anderson Mesa în cadrul programului LONEOS. Asteroidul prezintă o orbită caracterizată de o semiaxă mare de 2,78 ua, o excentricitate de 0,16 și o înclinație de 10,2° în raport cu ecliptica.